# Tibetski jezici
Tibetski jezici jedna od nekoliko glavnih skupina tibetsko-kanaurskih jezika koju čine sa zapadnohimalajskim i jezicima lepcha i dzalakha [dzl] (Bhutan). Čine je ukupno (72) jezika podijeljena na uže skupine bodijska (s jezikom tshangla [tsj]), dhimalska, tamang, tibetanska i neklasificirani jezik kalaktang monpa [kkf]. Podjela:
a. Bodijski (1): tshangla [tsj] (Butan)
b. Dhimal (2): Dhimal [dhi] (Nepal); Toto [txo] (Indija)
c. Tamang (15), Nepal: Chantyal [chx]; Kutang Ghale [ght]; sjeverni Ghale [ghh]; južni Ghale [ghe]; istočni Gurung [ggn]; zapadni Gurung [gvr]; Manangba [nmm]; Nar Phu [npa]; Seke [skj]; istočni Tamang [taj]; istočni Gorkha Tamang [tge]; sjeverozapadni Tamang [tmk]; jugozapadni Tamang [tsf]; zapadni Tamang [tdg]; Thakali [ths]
d. Tibetanski (53):
d1. centralni (18) Nepal, Indija, Kina: Dolpo [dre]; Helambu Sherpa [scp]; Humla [hut]; Jad [jda]; Kagate [syw]; Kyerung [kgy]; Lhomi [lhm]; Lowa [loy]; Mugom [muk]; Nubri [kte]; Panang [pcr]; Spiti Bhoti [spt]; Stod Bhoti [sbu]; centralnotibetanski [bod]; Tichurong [tcn]; Tseku [tsk]; Tsum [ttz]; Walungge [ola] (Nepal)
d2. istočni (8) Butan: Bumthangkha [kjz]; Chalikha [tgf]; Dakpakha [dka]; Khengkha [xkf]; Kurtokha [xkz]; Nupbikha [npb]; Nyenkha [neh]; Olekha [ole].
d3. sjeverni (3), Kina: Choni [cda]; amdo tibetanski [adx]; Khams Tibetanski [khg].
d4. južni (12): Adap [adp] (Butan); Brokkat [bro] (Butan); Brokpake [sgt] (Butan); Chocangacakha [cgk] (Butan); Dzongkha [dzo] (Butan); Groma [gro] (Kina); Jirel [jul] (Nepal); Lakha [lkh] (Butan); Layakha [lya] (Butan); Lunanakha [luk] (Butan); Sherpa [xsr] (Nepal); sikimski [sip] (Indija)
d5. zapadni (6):
a. ladakhi (3): Changthang [cna] (India); Ladakhi [lbj] (Indija); Takpa [tkk] (Kina);
balti [bft] (Pakistan);
purik [prx] (Indija);
zangskari [zau] (Indija)
d6. neklasificirani (4): tawang monpa [twm] (Indija); naaba [nao] (Nepal); sherdukpen [sdp] (Indija); thudam [thw] (Nepal)
Gongduk [goe] (Butan)
Lhokpu [lhp] (Butan)
e. neklasificirani (1): kalaktang monpa [kkf] (Indija)

## Vanjske poveznice
- Ethnologue (14th)
- Ethnologue (15th)